# Rock with You (bài hát của Michael Jackson)
"Rock with You" là một bài hát của nghệ sĩ thu âm người Mỹ Michael Jackson nằm trong album phòng thu thứ năm của anh, Off the Wall (1979). Nó được phát hành như là đĩa đơn thứ hai trích từ album vào ngày 3 tháng 11 năm 1979 bởi Epic Records và CBS Records. Bài hát được viết lời bởi Rod Temperton, người cũng viết lời cho bài hát cùng tên với album và sẽ tiếp tục hợp tác với Jackson cho bài hát năm 1982 "Thriller", trong khi phần sản xuất được đảm nhận bởi Quincy Jones, cộng tác viên quen thuộc xuyên suốt sự nghiệp của nam ca sĩ. Ban đầu được sáng tác với dự định sẽ do Karen Carpenter thể hiện trong album hát đơn đầu tiên của cô nhưng đã bị từ chối, "Rock with You" là một bản disco và R&B mang nội dung đề cập đến một người đàn ông mong muốn tận hưởng niềm vui với người yêu của mình trên sàn nhảy.
Sau khi phát hành, "Rock with You" nhận được những phản ứng tích cực từ các nhà phê bình âm nhạc, trong đó họ đánh giá cao giai điệu hấp dẫn, chất giọng của Jackson và quá trình sản xuất nó. Ngoài ra, bài hát cũng tiếp nhận những thành công lớn về mặt thương mại, đứng đầu bảng xếp hạng ở Tây Ban Nha và lọt vào top 10 ở một số quốc gia trên thế giới, bao gồm những thị trường nổi bật như Úc, Canada, Ý, New Zealand và Vương quốc Anh. Tại Hoa Kỳ, nó đạt vị trí số một trên bảng xếp hạng Billboard Hot 100 trong bốn tuần liên tiếp, trở thành đĩa đơn quán quân thứ ba trong sự nghiệp của Jackson cũng như là một trong những tác phẩm thành công cuối cùng của kỷ nguyên disco tại đây. Sau khi Jackson đột ngột qua đời vào năm 2009, bài hát đã xuất hiện trở lại trên những bảng xếp hạng thuộc nhiều quốc gia trên toàn cầu.
Video ca nhạc cho "Rock with You" được đạo diễn bởi Bruce Gowers, trong đó bao gồm những cảnh Jackson hát trong một căn phòng với trang phục lấp lánh và nhảy dưới ánh đèn laser phía sau. Kể từ khi phát hành, nam ca sĩ đã trình diễn nó trong nhiều chuyến lưu diễn dưới cương vị thành viên của The Jacksons và nghệ sĩ hát đơn, cũng như được dự định thể hiện trong chuỗi những buổi hòa nhạc This Is It (2009-10) nhưng đã không thể thực hiện. Ngoài ra, nó còn được hát lại và sử dụng làm nhạc mẫu bởi nhiều nghệ sĩ khác nhau, bao gồm Diana Ross, Usher, Bruno Mars, Jessie J và Tori Kelly. "Rock with You" còn xuất hiện trong nhiều album tuyển tập của nam ca sĩ, như HIStory Begins (1995), Number Ones (2003), The Ultimate Collection (2004), The Essential Michael Jackson (2005) và King of Pop (2008).

## Danh sách bài hát
| Đĩa 7" tại châu Âu và Anh quốc - A. "Rock with You" – 3:38 - B. "Get on the Floor" – 4:44 Đĩa 12" tại châu Âu và Anh quốc - A. "Rock with You" – 3:20 - B1. "You Can't Win" – 7:17 - B2. "Get on the Floor" – 4:44 | Đĩa 7" tại Hoa Kỳ - A. "Rock with You" – 3:20 - B. "Working Day and Night" – 4:55 Đĩa DualDisc Visionary Mặt CD 1. "Rock with You" (bản 7") – 3:23 2. "Rock with You" (Masters at Work phối lại) – 5:33 Mặt DVD 1. "Rock with You" (video ca nhạc) – 3:23 |

## Xếp hạng
| Bảng xếp hạng (1980-2009)                | Vị trí cao nhất |
| ---------------------------------------- | --------------- |
| Úc (Kent Music Report)                   | 4               |
| Canada (RPM)                             | 3               |
| Pháp (SNEP)                              | 59              |
| Đức (Official German Charts)             | 58              |
| Ireland (IRMA)                           | 11              |
| Ý (FIMI)                                 | 9               |
| Nhật Bản (Japan Hot 100)                 | 59              |
| Hà Lan (Single Top 100)                  | 22              |
| New Zealand (Recorded Music NZ)          | 3               |
| Tây Ban Nha (PROMUSICAE)                 | 1               |
| Thụy Sĩ (Schweizer Hitparade)            | 68              |
| Anh Quốc (OCC)                           | 7               |
| Hoa Kỳ Billboard Hot 100                 | 1               |
| Hoa Kỳ Adult Contemporary (Billboard)    | 21              |
| Hoa Kỳ Hot R&B/Hip-Hop Songs (Billboard) | 1               |

| Bảng xếp hạng (1980)                 | Vị trí |
| ------------------------------------ | ------ |
| Australia (Kent Music Report)        | 39     |
| Canada (RPM)                         | 17     |
| New Zealand (Recorded Music NZ)      | 49     |
| UK Singles (Official Charts Company) | 82     |
| US Billboard Hot 100                 | 4      |
| US Hot R&B/Hip-Hop Songs (Billboard) | 2      |

| Bảng xếp hạng (1980-89) | Vị trí |
| ----------------------- | ------ |
| US Billboard Hot 100    | 58     |

| Bảng xếp hạng                        | Vị trí |
| ------------------------------------ | ------ |
| US Billboard Hot 100                 | 295    |
| US Hot R&B/Hip-Hop Songs (Billboard) | 34     |

## Chứng nhận
| Quốc gia | Chứng nhận  | Số đơn vị/doanh số chứng nhận |
| --- | ----------- | ----------------------------- |
| Anh Quốc (BPI) | Bạc         | 399,000                       |
| Hoa Kỳ (RIAA) | 2× Bạch kim | 2.000.000‡                    |
| * Chứng nhận dựa theo doanh số tiêu thụ. ^ Chứng nhận dựa theo doanh số nhập hàng. ‡ Chứng nhận dựa theo doanh số tiêu thụ và phát trực tuyến. |             |                               |